# Mausoleopsis oculata
Mausoleopsis oculata är en skalbaggsart som beskrevs av Lansberge 1882. Mausoleopsis oculata ingår i släktet Mausoleopsis och familjen Cetoniidae. Inga underarter finns listade i Catalogue of Life.